# Beşikdüzü
Beşikdüzü est une ville et un district de la province de Trabzon dans la région de la mer Noire en Turquie.

## Géographie
Beşikdüzü est situé à 45 km de centre de la ville. Il y a Eynesil, Tonya, Şalpazarı, Vakfıkebir et La Mer Noire autour de lui.Beşikdüzü a en général des endroits vallonnés. Beşikdüzü a un climat modéré ainsi que toutes les régions dans La Mer Noire.Tandis qu'il fait chaud à Beşikdüzü en été, il fait un peu froid d'une air fraîche en hiver. Ses importantes rivières sont Ağasar qui prend sa naissance à Şalpazarı et Kurbağalı.
Sa population est 21883.